# シングルコレクション19-24
『シングルコレクション19-24』は、阿部真央のベスト・アルバム。2014年8月20日にポニーキャニオンから発売された。

## 概要
自身初となるベスト・アルバムで、1stシングル「伝えたいこと/I wanna see you」から最新シングル「Believe in yourself」まで全14曲のシングルタイトル曲を収録。タイトルの「19-24」には、19歳から24歳までに発売されたシングルという意味が込められている。なお、収録された音源は全てリマスタリングされている。
CDのみの通常盤、DVD付の初回限定盤、DVD・Tシャツ付でスペシャルBOX仕様の予約限定生産盤の3形態で発売。DVDには全シングルに加え、デビューアルバムで表題曲の「ふりぃ」と、未発表の楽曲「always」を含む全13曲のミュージック・ビデオ、本作のリマスタリングドキュメントとジャケットメイキング映像、「Believe in yourself」、「always」のミュージック・ビデオのメイキング映像が収録されている。さらに、予約限定生産盤には10枚限定で阿部本人の直筆メッセージとサイン入りブックレットが封入されており、完全ランダムで販売された。この他に、全形態が対象の店頭購入特典として、先着でクリアファイルもプレゼントされた。
また、本作で初となるハイレゾ音源の配信も開始された。アルバム全収録曲の他、未発表曲「always」も同時配信された。
本作の発売を記念して、『阿部真央“シングルコレクション 19-24”発売記念特番』が、ニコニコ生放送で8月20日の19時から5時間のスペシャル映像プログラムとして放送された。

## 収録内容
| 全作詞・作曲: 阿部真央。 |                                |          |            |                    |
| #                        | タイトル                       | 作詞     | 作曲・編曲 | 編曲               |
| 1.                       | 「伝えたいこと」               | 阿部真央 | 阿部真央   | 小森雄壱           |
| 2.                       | 「I wanna see you」            | 阿部真央 | 阿部真央   | 安藤正和           |
| 3.                       | 「貴方の恋人になりたいのです」 | 阿部真央 | 阿部真央   | 安藤正和           |
| 4.                       | 「いつの日も」                 | 阿部真央 | 阿部真央   | 小森雄壱           |
| 5.                       | 「ロンリー」                   | 阿部真央 | 阿部真央   | 安藤正和           |
| 6.                       | 「19歳の唄」                   | 阿部真央 | 阿部真央   | 根岸孝旨           |
| 7.                       | 「モットー。」                 | 阿部真央 | 阿部真央   | 小森雄壱、安藤正和 |
| 8.                       | 「光」                         | 阿部真央 | 阿部真央   | 根岸孝旨           |
| 9.                       | 「側にいて」                   | 阿部真央 | 阿部真央   | 笹路正徳           |
| 10.                      | 「世界はまだ君を知らない」     | 阿部真央 | 阿部真央   | 小森雄壱           |
| 11.                      | 「最後の私」                   | 阿部真央 | 阿部真央   | 十川ともじ         |
| 12.                      | 「貴方が好きな私」             | 阿部真央 | 阿部真央   | akkin              |
| 13.                      | 「boyfriend」                  | 阿部真央 | 阿部真央   | 河野圭             |
| 14.                      | 「Believe in yourself」        | 阿部真央 | 阿部真央   | akkin              |

| #   | タイトル                                               | 作詞 | 作曲・編曲 |
| --- | ------------------------------------------------------ | ---- | ---------- |
| 1.  | 「ふりぃ -music clip-」                                |      |            |
| 2.  | 「伝えたいこと -music clip-」                          |      |            |
| 3.  | 「貴方の恋人になりたいのです -music clip-」            |      |            |
| 4.  | 「いつの日も -music clip-」                            |      |            |
| 5.  | 「ロンリー -music clip-」                              |      |            |
| 6.  | 「19歳の唄 -music clip-」                              |      |            |
| 7.  | 「モットー。 -music clip-」                            |      |            |
| 8.  | 「側にいて -music clip-」                              |      |            |
| 9.  | 「世界はまだ君を知らない -music clip-」                |      |            |
| 10. | 「最後の私 -music clip-」                              |      |            |
| 11. | 「貴方が好きな私 -music clip-」                        |      |            |
| 12. | 「Believe in yourself -music clip-」                   |      |            |
| 13. | 「always -music clip-」                                |      |            |
| 14. | 「シングルコレクション19-24 マスタリングドキュメント」 |      |            |
| 15. | 「シングルコレクション19-24 ジャケットメイキング」     |      |            |
| 16. | 「Believe in yourself -music clip メイキング-」        |      |            |
| 17. | 「always -music clip メイキング-」                     |      |            |

## 演奏
- 阿部真央
  - Vocal
  - Acoustic Guitar (#1-8.10.12.14)
  - Background Vocals (#1.2.5.6.7.8.10.12.14)
- 宮川剛：Drums (#1.4.5)
- 川崎哲平：Bass (#1.2.3)
- 和田健一郎：Electric Guitar (#1.2)
- 小森雄壱
  - Programming (#1.4.5.7.10)
  - Strings Arrangement (#3)
- 浜崎大地：Drums & Tambourine (#2)
- 福長雅夫：Drums (#3)
- 菅原潤子：Electric Guitar (#3)
- 友納真緒：Cello (#3.4)
- 岡さおり：Viola (#3)
- 漆原直美：Violin (#3.4.11)
- 久保啓子：Violin (#3.4)
- イワイエイキチ：Bass (#4.5)
- 弥吉淳二：Electric Guitar (#4.5.7.10)
- 渡邉智生：Viola (#4)
- 佐野康夫：Drums (#6.8.9)
- 根岸孝旨：Bass (#6.8)
- 西川進
  - Electric Guitar (#6.8.11)
  - Acoustic Guitar (#11)
- 吉田佳史 (TRICERATOPS)：Drums (#7.10)
- 高間有一：Bass (#7.10.12.14)
- 本間昭光：Keyboards (#8)
- 美久月千晴：Bass (#9)
- 西海孝：Acoustic Guitar (#9)
- 笹路正徳：Piano (#9)
- 篠崎正嗣ストリングス：Strings (#9)
- 屋敷豪太：Drums (#11)
- 鈴木渉：Bass (#11)
- 十川ともじ：Acoustic Piano, Keyboards & Programming (#11)
- 遠藤益民、結城貴弘：Cello (#11)
- 渡部安見子、生野正樹：Viola (#11)
- 真部裕、徳永友美、柳原有弥：Violin (#11)
- 桜井正宏：Drums (#12.14)
- akkin
  - Electric Guitar (#12.14)
  - Programming (#12)
- 皆川真人：Acoustic Piano & Organ (#12)
- 玉田豊夢：Drums (#13)
- 種子田健：Bass (#13)
- 秋山浩徳：Acoustic Guitar & Electric Guitar (#13)
- 河野圭：Acoustic Piano, Keyboards & Programming (#13)
- Dupuy Robin、今井香織：Cello (#13)
- 金孝珍、舘泉礼一：Viola (#13)
- 雨宮麻未子、亀田夏絵、荒井友美、須原杏：Violin (#13)
- 寺尾修一郎：Pro-Tools Operator (#14)
- 山本健太：Piano (#14)